# Нефрома
Нефрома (лат. Nephroma) — род лишайников монотипного семейства Нефромовые. Включает 36 видов. Морфологически близок роду Пельтигера.

## Описание

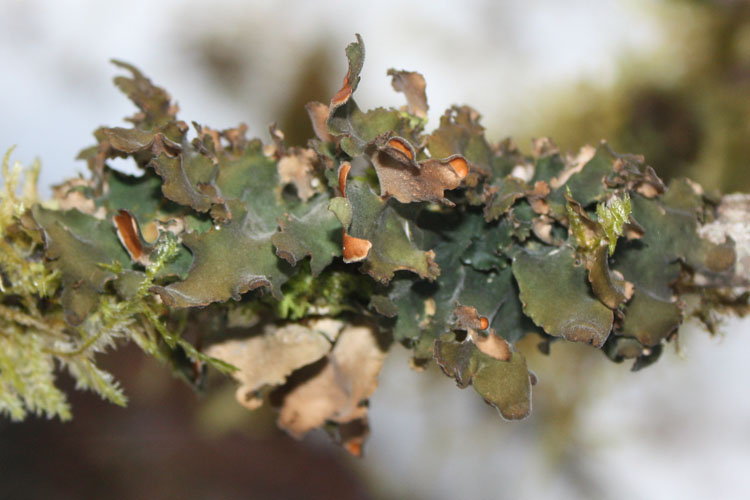
Nephroma resupinatum

Таллом листоватый, распростёртый, с короткими широкими лопастями. Верхняя поверхность гладкая, слабоопушённая, с многочисленными соредиями и изидиями; нижняя — волокнистая, без жилок, с редкими ризоидами. Окраска желтовато-зелёная, серовато-бурая, коричневая. Характерная особенность рода — образование апотециев на нижней стороне слоевища, на концах лопастей. Апотеции округлые или овальные, с коричневым до чёрного диском, ровным или разорванным краем. Парафизы неразветвлённые. Сумки булавовидные, с восемью эллипсовидными или веретеновидными коричневатыми или бесцветными спорами.
Фотобионты — водоросли из рода Coccomyxa или цианобактерии рода Nostoc.

## Ареал
Широко распространён как в Южном, так и в Северном полушарии. Встречается в Арктике; предпочитает горные и лесные районы умеренной зоны. В России 9 видов, в том числе Nephroma arcticum, Nephroma bellum, Nephroma expallidum, Nephroma helveticum и др.

## Среда обитания
Предпочитают влажные тенистые места. Многие представители рода — эпифиты. Могут расти на коре деревьев и на поваленных стволах, на скалах, на почве, на торфяниках, среди мхов и т. п.

## Значение
Содержат лишайниковые кислоты, в том числе усниновую. Могут служить кормом северным оленям.